# Тихий Микола Йосипович
Микола Йосипович Тихий (13 серпня 1883) народився в Тамбові, в 1906 р. закінчив Харківський університет. До 1922 р. вчителював у харківських і кримських школах. Потім у 1931—1934 рр. працював вченим секретарем в Українському комітеті охорони пам'яток природи та Українському комітеті охорони пам'яток культури.
Микола Йосипович був з тих, кому довелося вести всю ту величезну оргроботу з організації в Україні охорони пам'яток природи. Він готував проекти постанов уряду щодо створення заповідників, відав роботою всіх чотирьох природоохоронних інспектур, організовував засідання УКООП, був членом наукової ради при Харківському зоосаді. Відомо кілька його природоохоронних статей, опублікованих в українських педагогічних журналах.
Подальша доля не відома.

## Найважливіші висловлювання
- «За найбільшого ворога природи стає людина».[4]

- «Природа, що колись гнітила людину і тримала її в острасі незайманістю лісів, пустель, степів та вод, нині приваблює її рештками своїх зниклих красот, рештками поезії любої цілини.».[4]

- «За людиною виростають невідомі до того степам бур'яни.».[4]

- «Внаслідок загину лісів, степів — наступає безвіддя, ширяться яри, наступають піски, змінюється клімат.».[4]

## Публікації
- Тихий М. Середньовічний ліс // Знання. — 1927. — № 6. — С. 9.
- Тихий М. Справа охорони природи на Україні // Рад. освіта. — 1928. — № 3. — С. 70-78.

## Виноски
1. 1 2   Борейко В. Е. Словарь деятелей охраны природы. — К.: КЭКЦ, 2001. — 524 с.
2. ↑  Тихий М. Середньовічний ліс // Знання. — 1927. — № 6. — С. 9.
3. ↑   Тихий М. Справа охорони природи на Україні // Рад. освіта. — 1928. — № 3. — С. 70-78.
4. 1 2 3 4  Тихий М. Справа охорони природи на Україні // Рад. освіта. — 1928. — № 3. — С. 70-78.